# Ваималу
Ваималу (гав. Waimalu) — статистически обособленная местность, расположенная в округе Гонолулу (штат Гавайи, США).

## География
Согласно Бюро переписи населения США статистически обособленная местность Ваималу имеет общую площадь 15,8 квадратных километров, из которых 15,3 км2 относится к суше и 0,5 км2 или 3,27 % — к водным ресурсам.

## Демография
По данным переписи населения за 2000 год в Ваималу проживал 29 371 человек, насчитывалось 10 524 домашних хозяйства, 7 514 семей и 10 999 жилых домов. Средняя плотность населения составляла около 1919,7 человек на один квадратный километр.
Расовый состав Ваималу по данным переписи распределился следующим образом: 17,08 % белых, 2,33 % — чёрных или афроамериканцев, 0,26 % — коренных американцев, 55,32 % — азиатов, 5,63 % — коренных жителей тихоокеанских островов, 18,27 % — представителей смешанных рас, 1,1 % — других народностей. Испаноговорящие составили 5,97 % населения.
Из 10 524 домашних хозяйств в 29,2 % — воспитывали детей в возрасте до 18 лет, 55,9 % представляли собой совместно проживающие супружеские пары, в 11,1 % семей женщины проживали без мужей, 28,6 % не имели семьи. 21 % от общего числа семей на момент переписи жили самостоятельно, при этом 3,4 % составили одинокие пожилые люди в возрасте 65 лет и старше. В среднем домашнее хозяйство ведут 2,78 человек, а средний размер семьи — 3,26 человек.
Население Ваималу по возрастному диапазону (данные переписи 2000 года) распределилось следующим образом: 21,4 % — жители младше 18 лет, 9,5 % — между 18 и 24 годами, 31,5 % — от 25 до 44 лет, 27,5 % — от 45 до 64 лет и 10,1 % — в возрасте 65 лет и старше. Средний возраст жителей составил 38 лет. На каждые 100 женщин приходилось 102,6 мужчин, при этом на каждые сто женщин 18 лет и старше приходилось 102,7 мужчин также старше 18 лет.

## Экономика
Средний доход на одно домашнее хозяйство Ваималу составил 61 210 долларов США, а средний доход на одну семью — 70 740 долларов. При этом мужчины имели средний доход в 40 949 долларов в год против 32 090 долларов среднегодового дохода у женщин. Доход на душу населения составил 25 913 долларов в год. 4,1 % от всего числа семей в местности и 5,9 % от всей численности населения находилось на момент переписи за чертой бедности, при этом 7,9 % из них были моложе 18 лет и 3 % в возрасте 65 лет и старше.

## Образование
К Департаменту образования штата Гавайи в поселении Ваималу относятся четыре начальных школы: Момилани, Пёрл-Ридж, Ваиау и Ваималу, и также средняя школа Пёрл-Сити.